# Ангел Сладкаров
Ангел Илиев Сладкаров е български оперетен артист и режисьор, един от основоположниците на оперетното изкуство в България.

## Биография
Роден е в София на 18 октомври 1892 г. Участва в изпълненията на Българската оперна дружба. На 10 февруари 1918 г. в кинотеатър „Одеон“ постоянна оперетна трупа, подбрана от него, изнася оперетата „Маркиз Бонели“. Инициира създаването на оперетните театри „Ренесанс“ и Кооперативен театър. След атентата в църквата „Св. Неделя“ през 1925 г. емигрира по политически причини в Германия. Взима със себе си и монтирания от него филм за атентата. Задочно е осъден на смърт. През това време завършва режисура при Макс Райнхард. Получава амнистия през 1931 г. и се завръща в България. Основава оперетен театър „Ангел Сладкаров“ през 1933 г. През 1936 г., докато е на турне из България, се жени за Надя Ножарова, с която се развежда през 1940 г. Поради финансови затруднения този и другите оперетни театри създадени от него „България“ и Нов кооперативен театър съществуват кратко време. В периода 1944 – 1962 г. се занимава с литературно-преводаческа дейност в чужбина. След завръщането си в България през 1962 г. работи като режисьор и методист в самодейни оперетни театри. Почива на 16 януари 1977 г.
Негова сестра е актрисата Жана Сладкарова-Яковлева.